# 송민형
송민형(본명: 송귀현, 1954년 3월 2일 ~ 2024년 4월 3일)은 대한민국의 배우이다. 1977년 연극 배우로 데뷔하였다. 
가족 관계로는 3살 터울의 남동생이 있다.

## 학력
- 중동고등학교
- 동국대학교 연극영화과 학사

## 출연

### 방송

#### 드라마
- 1966년 KBS 1TV 《KBS 어린이 극장 - 혹부리 영감》 - 도깨비 역
- 1998년 SBS 《홍길동》 - 활빈당 일원 역
- 1998년 SBS 《납량특선 8부작 - 공포의 눈동자》 - 학생주임 역
- 1998년 SBS 《백야 3.98》
- 1998년 SBS 《미우나 고우나》
- 1999년 MBC 《청춘》
- 1999년 SBS 《달콤한 신부》
- 2001년 MBC 《신화》
- 2001년 MBC 《상도》 - 왕조시 역
- 2002년 MBC 《내 이름은 공주》
- 2002년 MBC 《그 햇살이 나에게》
- 2002년~2003년 KBS 2TV 《장희빈》 - 희빈의 아버지 역
- 2002년 SBS 《유리구두》
- 2002년 MBC 《네 멋대로 해라》
- 2002년~2003년 SBS 《야인시대》 - 백관옥 역
- 2002년 SBS 《대망》
- 2003년 SBS 《올인》 - 국회의원 역
- 2003년 KBS 《노란손수건》 - 유나의 아버지 역
- 2003년 MBC 《좋은사람》
- 2004년 SBS 《폭풍 속으로》
- 2004년 MBC 《영웅시대》- 내무부 관리 역
- 2005년 MBC 《슬픈 연가》
- 2005년 MBC 《제5공화국》 - 이재전 역
- 2006년 MBC 《주몽》 - 궁정사자 역
- 2006년 KBS 《소문난 칠공주》 - 종칠의 아버지 역
- 2006년~2007년 SBS 《연개소문》 - 중종 역
- 2006년~2007년 SBS 《마이 러브》 - 태평이의 아빠 역
- 2006년~2007년 MBC 《있을 때 잘해》 - 동규의 아빠 역
- 2006년~2007년 KBS 《순옥이》 - 순옥 아버지 父 역
- 2007년 TvN 《막돼먹은 영애씨》 - 영애의 아버지 이귀현 역
- 2007년 MBC 《히트》 - 강창선 역
- 2007년 MBC 《태왕사신기》 - 조주도 역
- 2008년 MBC 《스포트라이트》
- 2008년 KBS 2TV 《최강칠우》
- 2008년 SBS 《식객》 - 성찬의 아버지 역
- 2008년 SBS 《일지매》 - 일지매의 아버지 역
- 2008년 MBC 《춘자네 경사났네》 - 춘자의 아빠 역
- 2008년~2009년 SBS 《유리의 성》 - 석진의 아빠 역
- 2008년~2009년 KBS 《내 사랑 금지옥엽》 - 신호의 아빠 역
- 2008년~2009년 KBS 1TV 《큰 언니》 - 학인의 아버지 역
- 2008년 MBC 《흔들리지마》 - 수현이의 아버지 역
- 2008년 MBC 《하얀 거짓말》 - 은영이네 아빠 역
- 2008년 SBS 《타짜》 - 광렬의 아버지 역
- 2008년 SBS 《바람의화원》 - 김홍도의 아빠 역
- 2008년~2009년 MBC 《내 인생의 황금기》 - 태일이의 아버지 역
- 2008년~2009년 SBS 《가문의 영광》 - 주정의 아버지 역
- 2008년~2009년 MBC 《사랑해, 울지마》 - 영민이 아빠 역
- 2008년~2009년 SBS 《스타의 연인》- 철수의 아빠 역
- 2008년~2009년 KBS 《너는 내 운명》 - 서민정의 아빠 역
- 2008년~2009년 KBS 《아내의 유혹》 - 교빈이의 아빠 역
- 2008년~2009년 KBS 《바람의나라》 - 무휼의 아빠 역
- 2008년~2009년 SBS 《떼루아》 - 강태민의 아빠 역
- 2008년~2009년 SBS 《순결한 당신》 - 이수아의 아빠 역
- 2009년 KBS 《청춘예찬》 - 순자의 아빠 역
- 2009년 SBS 《카인과 아벨》 - 서연의 아빠 역
- 2009년 KBS 《미워도 다시 한 번 2009》 - 혜정이의 아빠 역
- 2009년 SBS 《사랑은 아무나 하나》 - 풍란의 아빠 역
- 2009년 SBS 《시티홀》 - 조국의 아버지 父 역
- 2009년 MBC 《밥 줘》 - 선우의 아빠 역
- 2009년 MBC 《돌아온 일지매》 - 일지매의 아빠 역
- 2009년 SBS 《자명고》 - 자명의 아버지 역
- 2009년 KBS 《집으로 가는길》 - 미령이의 아빠 역
- 2009년 KBS 《결혼 못하는 남자》 - 유진의 아빠 역
- 2009년 SBS 《두 아내》 - 남준이의 아버지 역
- 2009년 KBS 《천추태후》 - 천추태후의 아버지 역
- 2009년 KBS 《장화, 홍련》 - 수찬이의 아빠 역
- 2009년 KBS 《꽃보다 남자》 - 잔디의 아빠 역
- 2009년 KBS 《솔약국집 아들들》 - 의사 선생님 역
- 2009년 KBS 《남자 이야기》 - 민혁 역
- 2009년 MBC 《내조의 여왕》 - 지애의 아빠 역
- 2009년 SBS 《녹색마차》 - 석종의 아빠 역
- 2009년 MBC 《잘했군 잘했어》 - 이강주 아빠 역
- 2009년 SBS 《천사의 유혹》 - 아르바이트 아버지 역
- 2009년 SBS 《망설이지마》 - 달수의 아버지 역
- 2009년 KBS 《다 줄거야》 - 영희의 아버지 역
- 2009년 KBS 《다함께 차차차》 - 혜진이의 아버지 역
- 2009년 MBC 《신데렐라 맨》 - 대산 父, 준희 父 역
- 2009년~2010년 MBC 《살맛납니다》 - 민수 父 역
- 2009년~2010년 MBC 《멈출 수 없어》 - 연시 아빠 역
- 2009년 MBC 《트리플》 - 아빠 역
- 2009년 MBC 《선덕여왕》 - 왕건 역
- 2009년 MBC 《탐나는도다》 - 병조판서 홍구락 역
- 2009년 SBS 《태양을 삼켜라》 - 송태만 대표 역
- 2009년 SBS 《천만번 사랑해》 - 아버지 역
- 2009년 KBS 2TV 《수상한 삼형제》
- 2010년 SBS 《당돌한 여자》 - 규진이 아버지 역
- 2010년 SBS 《제중원》 - 황정의 아빠 역
- 2010년 KBS 《공부의 신》 - 지연이의 아빠 역
- 2010년 KBS 《추노》 - 혁이의 아빠 역
- 2010년 KBS 《제빵왕 김탁구》 - 김탁구의 아빠 역
- 2010년 KBS 《바람불어 좋은날》 - 최미란의 아빠 역
- 2010년 SBS 《나는 전설이다》
- 2010년 SBS 《이웃집 웬수》 - 성재의 아빠 역
- 2010년 [[MBC TV|MBC]  《신이라 불리운 사나이》 - 진보배의 아빠 역
- 2010년 MBC 《황금물고기》 - 정호의 아버지 역
- 2010년 MBC 《민들레 가족》 - 김노식 아빠 역
- 2010년 MBC 《김수로》 - 선도의 아빠 역
- 2010년 MBC 《별순검 3》 - 박충옥 아버지 父 역
- 2010년 SBS 《대물》 - 현정이의 아빠 역
- 2010년~2011년 MBC 《욕망의 불꽃》 - 애리의 아빠 역
- 2010년~2011년 MBC 《글로리아》 - 하어진의 아빠 역
- 2010년~2011년 KBS 《근초고왕》 - 근초고왕의 아빠 역
- 2010년~2011년 SBS 《시크릿 가든》 - 길라임의 아빠 역
- 2010년 MBC 《즐거운 나의 집》 - 최병달 역
- 2011년 SBS 《싸인》 - 행정안전부 차관 역
- 2011년 KBS 2TV 《강력반》 - 허 의원 역
- 2011년 MBC 《당신 참 예쁘다》 - 조 회장(조안나의 아버지) 역
- 2011년~2012년 MBC 《애정만만세》 - 박병준 역
- 2011년~2012년 KBS 2TV 《오작교 형제들》 - 서 교수 역
- 2011년 KBS 2TV 《포세이돈》
- 2012년 SBS 《샐러리맨 초한지》
- 2012년 KBS 2TV 《각시탈》 - 와다 료 역
- 2012년 MBC 《아이두 아이두》 - 한 사장 역 (특별출연)
- 2012년 MBC 《메이퀸》 - 홍철이의 아빠 역
- 2011년 SBS 《다섯 손가락》 - 루이강의 아버지 역
- 2012년 KBS 2TV 《해운대 연인들》 - 조대현 역
- 2012년 SBS 《신의》 - 이제현 역
- 2012년 MBC 《마의》 - 절강성 부태수 역
- 2012년 SBS 플러스 《풀하우스 TAKE 2》 - U엔터 회장 역
- 2012년 SBS 《드라마의 제왕》 - 김 부국장 역
- 2013년 KBS 2TV 《최고다 이순신》 - 박복만 역
- 2013년 SBS 《못난이 주의보》 - 차대기의 아버지 역
- 2013년 KBS 2TV 《총리와 나》 - 김태만 역
- 2014년 MBC 《트라이앵글》 - 김 의원 역
- 2014년 KBS 2TV 《왕의 얼굴》 - 유승 역
- 2014년 KBS 2TV 《힐러》
- 2015년 MBC 《여왕의 꽃》 - 리사따 레스토랑 주인 역
- 2015년 MBC 《엄마》
- 2016년 KBS 2TV 《화랑》
- 2017년 SBS 《사임당, 빛의 일기》 - 영의정 윤경보 / 허 회장 역
- 2017년 MBC 《별별 며느리》
- 2017년 OCN 《블랙》 - 우병식 역
- 2018년 JTBC 《SKY 캐슬》 - 최인호 역
- 2018년 MBC 《나쁜 형사》 - 이수한 역
- 2019년 TV조선 《바벨》
- 2019년 SBS 《빅이슈》 - 검사장 역
- 2019년 TvN 《위대한 쇼》 - 백수창 역
- 2019년 SBS 《스토브리그》 - 서기웅(드림즈 전 단장) 역
- 2020년 KBS 2TV 《위험한 약속》 - 최영국 역
- 2020년 TvN 《철인왕후》 - 김병학 역

#### 시트콤
- 1995년 SBS 《LA아리랑》
- 1998년 SBS 《순풍산부인과》
- 2000년 SBS 《웬만해선 그들을 막을 수 없다》
- 2006년 MBC 《거침없이 하이킥!》 - 박해미의 아버지 父 역
- 2008년 MBC 《그분이 오신다》 - 재숙이의 아빠 역
- 2000년 MBC 《태희 혜교 지현이》 - 희정이 아빠 역
- 2009년 MBC 《지붕뚫고 하이킥!》 - 정보석의 아버지 父 역
- 2010년 MBC 《볼수록 애교만점》 - 송옥숙의 아버지 역
- 2010년 MBC 《몽땅 내사랑》 - 조권의 아빠 역

## 영화
- 2001년 《잎새》
- 2002년 《광복절 특사》
- 2002년 《선생 김봉두》- 김봉두 부장 역
- 2006년 《음란서생》- 정빈 부 역
- 2008년 《아기와 나》
- 2017년 《역모: 반란의 시대》